# Lijst van voetbalinterlands Grenada - Saint Lucia
Deze lijst van voetbalinterlands is een overzicht van alle officiële voetbalwedstrijden tussen de nationale teams van Grenada en Saint Lucia. De landen speelden tot op heden veertien keer tegen elkaar. De eerste ontmoeting, een kwalificatiewedstrijd voor de Caribbean Cup 1993, werd gespeeld op 29 april 1993 in Saint George's. Het laatste duel, een groepswedstrijd tijdens de CONCACAF Nations League 2024/25, vond plaats in Willemstad (Curaçao) op 15 november 2024.

## Wedstrijden
| №  | Plaats         | Datum            | Competitie                      | Wedstrijd             | Uitslag |
| -- | -------------- | ---------------- | ------------------------------- | --------------------- | ------- |
| 1  | Saint George's | 29 april 1993    | Caribbean Cup 1993 kwalificatie | Grenada − Saint Lucia | 0 − 1   |
| 2  | Saint George's | 20 januari 1995  | Caribbean Cup 1995 kwalificatie | Grenada − Saint Lucia | 2 − 0   |
| 3  | Castries       | 9 april 1995     | Caribbean Cup 1995 kwalificatie | Saint Lucia − Grenada | 4 − 0   |
| 4  | Castries       | 24 februari 1999 | Vriendschappelijk               | Saint Lucia − Grenada | 1 − 2   |
| 5  | Saint George's | 14 maart 2001    | Vriendschappelijk               | Grenada − Saint Lucia | 4 − 3   |
| 6  | Saint George's | 2 juni 2004      | Vriendschappelijk               | Grenada − Saint Lucia | 2 − 0   |
| 7  | Castries       | 7 oktober 2004   | Vriendschappelijk               | Saint Lucia − Grenada | 3 − 1   |
| 8  | Kingstown      | 23 april 2013    | Vriendschappelijk               | Grenada − Saint Lucia | 2 − 1   |
| 9  | Roseau         | 2 mei 2014       | Vriendschappelijk               | Grenada − Saint Lucia | 0 − 1   |
| 10 | Vieux Fort     | 16 mei 2015      | Vriendschappelijk               | Saint Lucia − Grenada | 0 − 2   |
| 11 | Sauteurs       | 30 juni 2017     | Vriendschappelijk               | Grenada − Saint Lucia | 2 − 0   |
| 12 | Kingstown      | 28 februari 2019 | Vriendschappelijk               | Grenada − Saint Lucia | 1 − 0   |
| 13 | Saint George's | 9 september 2024 | CONCACAF Nations League 2024/25 | Grenada − Saint Lucia | 1 − 2   |
| 14 | Willemstad     | 15 november 2024 | CONCACAF Nations League 2024/25 | Saint Lucia − Grenada | 0 − 4   |

## Samenvatting
| Competitie                 | Totaal gespeeld | Winst Grenada | Gelijk | Winst Saint Lucia | Doelsaldo Grenada – Saint Lucia |
| -------------------------- | --------------- | ------------- | ------ | ----------------- | ------------------------------- |
| CONCACAF Nations League    | 2               | 1             | 0      | 1                 | 5 − 2                           |
| Caribbean Cup-kwalificatie | 3               | 1             | 0      | 2                 | 2 − 5                           |
| Vriendschappelijk          | 9               | 7             | 0      | 2                 | 16 − 9                          |
| Totaal                     | 14              | 9             | 0      | 5                 | 23 − 16                         |

Wedstrijden bepaald door strafschoppen worden, in lijn met de FIFA, als een gelijkspel gerekend.
GFA · A-internationals · Bondscoaches · Statistieken · Grenediaans vrouwenelftal · Olympisch elftal
1978 – 1989 · 
1990 – 1999 · 
2000 – 2009 · 
2010 – 2019 ·
2020 − 2029
CGC 2009 · 
CGC 2011 ·
CGC 2021
Amerikaanse Maagdeneilanden ·
Andorra ·
Anguilla ·
Antigua en Barbuda ·
Aruba ·
Barbados ·
Belize ·
Bermuda ·
Britse Maagdeneilanden ·
Costa Rica ·
Cuba ·
Curaçao ·
Dominica ·
El Salvador ·
Gibraltar ·
Guatemala ·
Guyana ·
Haïti ·
Honduras ·
Jamaica ·
Kaaimaneilanden ·
Montserrat ·
Nederlandse Antillen ·
Noorwegen ·
Panama ·
Puerto Rico ·
Qatar ·
Rusland ·
Saint Kitts en Nevis ·
Saint Lucia ·
Saint Vincent en de Grenadines ·
Suriname ·
Taiwan ·
Trinidad en Tobago ·
Verenigde Staten
SLFA · Saint Luciaans vrouwenelftal
Amerikaanse Maagdeneilanden ·
Anguilla ·
Antigua en Barbuda ·
Aruba ·
Barbados ·
Bermuda ·
Britse Maagdeneilanden ·
Canada ·
Cuba ·
Curaçao ·
Dominica ·
Dominicaanse Republiek ·
El Salvador ·
Grenada ·
Guatemala ·
Guyana ·
Haïti ·
Jamaica ·
Kaaimaneilanden ·
Montserrat ·
Nederlandse Antillen ·
Panama ·
Puerto Rico ·
Saint Kitts en Nevis ·
Saint Vincent en de Grenadines ·
San Marino ·
Suriname ·
Trinidad en Tobago ·
Turks- en Caicoseilanden